# 支·塞汝恭顿
支·塞汝恭顿（藏語：འབྲི་སེ་རུ་གུང་སྟོན，威利转写：'bri se ru gung ston），又译止·塞汝恭顿、支·塞汝贡敦，吐蕃早期松赞干布时期的大臣。
塞汝恭顿出生在止氏家族，该家族世居今日墨竹工卡县的止贡一带。
塞汝恭顿曾以副使的身份，与吞弥·桑布扎一起，跟随噶尔·东赞域松（禄东赞）前往唐朝，为松赞干布请婚。根据《西藏王统记》的说法，塞汝恭顿嫉妒东赞的才能，怂恿唐太宗留东赞为人质，方能永保唐蕃之间的和谐。唐太宗听从他的意见，扣留了东赞，但东赞后来设计逃回了吐蕃。
塞汝恭顿与吞弥·桑布扎、噶尔·东赞域松（禄东赞）、娘·墀桑扬顿四人并称“四贤臣”（མེད་ཐབས་མེད་པའི་བློན་པོ）。他可能是《玛尼全集》（又名《玛尼宝训》）上卷的作者。
直贡梯寺所处的止贡地区，便是以他的名字命名的。

### 引用
1. ↑  《常见藏语人名地名词典》，367页
2. 1 2  《西藏王统记》，182页，参见注释311。
3. 1 2  《贤者喜宴》，30页
4. ↑  《西藏王统记》，69页。
5. ↑  《中国少数民族史大辞典》，“玛尼全集”条。
6. ↑  . Drikung Kagyu Order of Tibetan Buddhism.   [2015-02-27]. （原始内容存档于2015-01-04）.